# Expectation (bài hát)
"Expectation" là một bài hát của Tame Impala, phát hành làm đĩa đơn năm 2010. Nó được thu âm để cho vào album Innerspeaker (2009) và được chọn làm đĩa đơn thứ ba từ album. Bìa album được thiết kế bởi nghệ sĩ người Úc Leif Podhajsky, người cũng thiết kế bìa Innerspeaker và album tiếp theo Lonerism.

## Video âm nhạc
Video âm nhạc của "Expectation" được đạo diễn bởi Clemens Habicht. Nó được quay vào mùa thu trong một khu rừng tại Saint-Cloud, Pháp, máy quay 360 độ được dùng để quay video.
Theo Parker, họ dành cả ngày để quay phim với khoảng 37 cảnh quay. Video chỉ gồm phần chính của bài hát, không gồm đoạn nhạc cụ cuối bài.

## Biểu diễn trực tiếp
"Expectation" được thêm vào danh sách biểu diễn của Tame Impale cuối năm 2010 và thường được biểu diễn năm 2011. Tame Impala chơi toàn bộ bài hát, và dùng nhiều hiệu ứng hơn với đoạn nhạc cụ cuối bài hát.

## Danh sách bài hát
1. "Expectation" - 6:02

## Thành phần tham gia
Phòng thu
- Kevin Parker - hát và chơi tất cả nhạc cụ